# Lijó
Lijó es una freguesia portuguesa del concelho de Barcelos, con 5,43km² de superficie y 2191 habitantes (2001). Densidad de población: 403,5 hab/km².